# Rogata sfera Alexandera

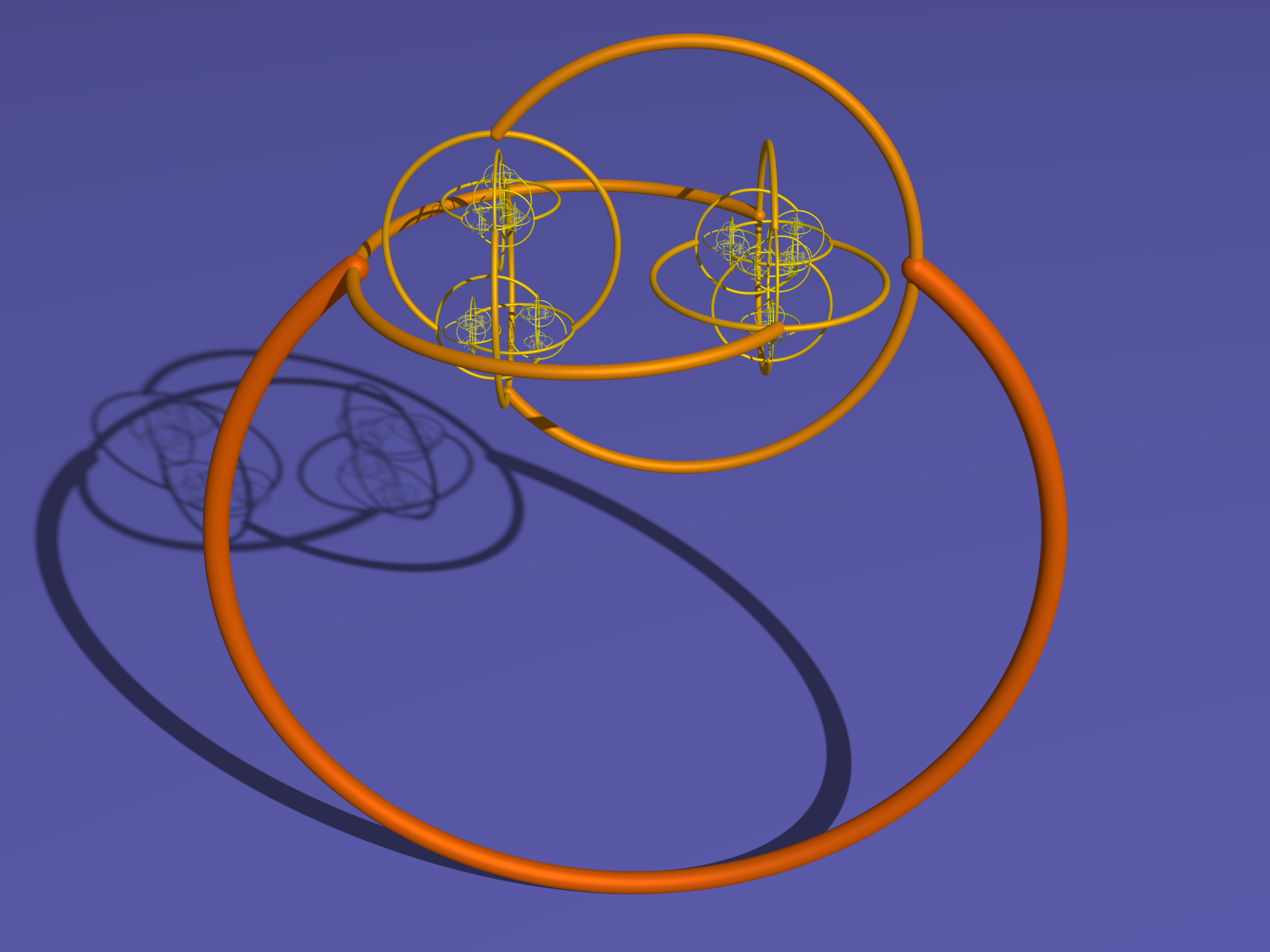
Rogata sfera Alexandera

Rogata sfera Alexandera – rozmaitość topologiczna opisana w 1924 przez Jamesa Waddella Alexandera.
Powstaje przez wycięcie fragmentu ze zwykłego torusa i zastąpieniu go dwoma umieszczonymi pod kątem torusami, w których znowu wycinamy fragmenty, zastępujemy każdy z nich kolejnymi dwoma torusami itd. (patrz rysunek).
Topologicznie rogata sfera Alexandera jest homeomorficzna ze zwykłą sferą, obejmowany przez nią obszar przestrzeni jest homeomorficzny z obszarem obejmowanym przez sferę, jednak obszar przestrzeni na zewnątrz rogatej sfery Alexandera nie jest homeomorficzny z obszarem na zewnątrz zwykłej sfery. Własność ta jest dowodem na nieprawdziwość twierdzenia Jordana-Schönfliesa w trzech wymiarach.